# Marcus Gayle
Marcus Gayle (ur. 27 września 1970 w Hammersmith) – piłkarz jamajski grający na pozycji pomocnika lub obrońcy.

## Kariera klubowa
Gayle urodził się w jednej z dzielnic Londynu, Hammersmith, w rodzinie mającej korzenie jamajskie. Karierę piłkarską rozpoczął w zespole Brentford F.C. W 1989 roku zadebiutował w jego barwach w Division Three. Początkowo nie miał miejsca w składzie i w 1990 roku wypożoczono go do fińskiego Kuopion Palloseura. W sezonie 1990/1991 był już podstawowym zawodnikiem Brentfordu i do 1994 roku rozegrał dla niego 156 meczów i zdobył 22 gole.
W marcu 1994 roku Marcus przeszedł do Wimbledonu, grającego w Premiership. Kosztował 250 tysięcy funtów, a w koszulce nowego klubu po raz pierwszy wystąpił 26 marca przeciwko Leeds United (1:0). Jednak przez półtora roku był częściej rezerwowym niż grał w wyjściowej jedenastce. W sezonie 1996/1997 był jedną z głównych postaci swojego zespołu, który robił furorę na Wyspach dochodząc do półfinałów zarówno Pucharu Anglii, jak i Pucharu Ligi Angielskiej wygrywając po drodze z kilkoma faworytami. W kolejnych sezonach był jednym z najskuteczniejszych graczy drużyny, ale w sezonie 1999/2000 spadł do Division One i w niej grał jeszcze przez jeden sezon. W zespole Wimbledonu przez 8 sezonów rozegrał 263 spotkań, w których zaliczył 37 trafień.
9 marca 2001 Gayle trafił za 900 tysięcy funtów do szkockiego Rangers F.C. Został z nim wicemistrzem Szkocji, ale rozegrał zaledwie cztery spotkania i nie mieścił się w składzie zespołu. Latem sprzedano go za tę samą kwotę do Watfordu, do którego sprowadził go menedżeer Gianluca Vialli. Po raz pierwszy dla tego klubu wystąpił 11 sierpnia w meczu przeciwko Manchesterowi City (0:3). W 2003 roku dotarł z Watfordem do finału Puchar Anglii, a grał w nim jeszcze do marca 2005. Wtedy też wrócił do Brentford, a w 2006 został piłkarzem Aldershot Town grającego w Conference National. Karierę piłkarską kończył w 2008 roku jako zawodnik AFC Wimbledon (liga Isthmian League Premier Division).

## Kariera reprezentacyjna
W reprezentacji Jamajki Gayle zadebiutował w 1998 roku, kiedy zdecydował się reprezentować kraj swoich przodków. W tym samym roku został powołany przez selekcjonera René Simõesa do kadry na Mistrzostwa Świata we Francji. Tam zagrał jedynie w wygranym 2:1 z Japonią. Ostatni mecz w „Reggae Boyz” rozegrał w 2002 roku. Łącznie w kadrze Jamajki wystąpił 14 razy i zdobył 3 gole.